# Frederik Stang
Frederik Stang (Stokke (Noruega), 4 de març, 1808 - Bærum (Noruega), 8 de juny, 1884), fou un polític i cap d'Estat noruec; pare del també polític i jurista Emil Stang.
El 1829 fou nomenat catedràtic amb només 21 anys d'edat de la Facultat de Dret de Cristiania; en 1834 advocat al Tribunal Suprem; el 1845 va entrar al Govern encarregat del ministeri de l'Interior, recentment creat; però l'any 1856 va haver de demanar la retirada a causa d'una malaltia nerviosa i marxar a Suïssa per recobrar la salut. El 1857, va tornar a la seva pàtria, va formar part del govern provisional durant la malaltia del rei Òscar I. Del 1859 al 1860 va ser elegit diputat per Cristiania i el 1861 nomenat president del Ministeri conservador moderat format per ell. En aquest càrrec es va afirmar, malgrat repetits conflictes amb l'oposició de la Cambra, fins al 1880, i Noruega li deu en gran part el progrés de la seva cultura.
Després de retirar-se definitivament, les Corts li van assignar una pensió anual de 6.000 corones i els seus admiradors li van regalar també una suma important, els rèdits de la qual els va emprar Stang en obres benèfiques i científiques.
Va escriure:
- Systematisk Fremstilling af Kongeriget Norgeskonstitutionelle eller grandlovsbestente Ret (1833);
- Om den kongelige Sanktionsret effer Norges Grundlow (1833).